# 陈介
陈介（1885年—1951年），字蔗青（清），湖南湘乡人，中華民國外交官。

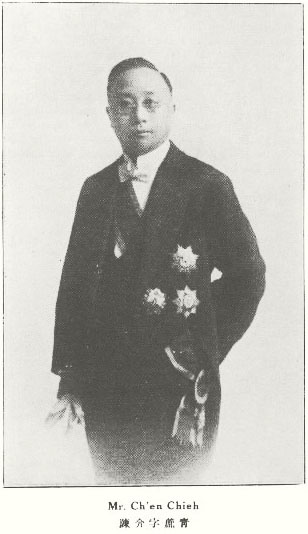
陈介(《中国名人录》第三版,1925年)

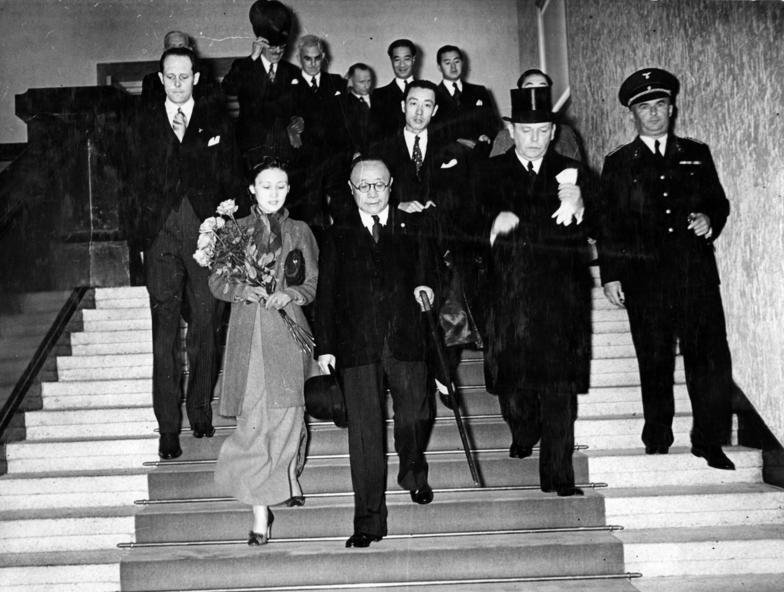
1938年9月，在柏林進行外交工作的中華民國大使陈介。

## 生平
陈介1885年出生于浙江杭州，1902年毕业于杭州府中学堂后，官派留学日本，先就读东京弘文学院、东京第一高等学院、东京帝国大学。1907年又留学德国，在柏林大学学习法政、经济，通晓日语、德语、英语、法语和拉丁语。中華民國1912年成立後歸国，历任工商部商务司长、农商部工商司司长、并兼任國立北京大学、明德大学教授、1916年任国务院参议、山东省实业厅厅长、全国水利局副总裁等职。1928年后历任上海中華滙業銀行、盐业银行经理、1935年任外交部常务次长、1938年任中華民國驻德国大使、1943年任驻巴西大使、1944年任驻墨西哥大使、1945年任驻阿根廷大使，1951年病逝于布宜诺斯艾利斯。
任中華民國驻德国大使時反对何凤山向数以千计的犹太人发放“生命签证”。

## 相關
- 日本舊制高等學校
- 中德關係 (1911年－1941年)

## 延伸阅读
[在维基数据编辑]
 《海上名人傳·陳蔗青》，出自《海上名人傳》